# 西德尼·希恩伯格
西德尼·杰·希恩伯格（英語：Sidney Jay Sheinberg，1935年1月14日—2019年3月7日），美国律师兼娱乐业高管，他曾在美国音乐公司和环球电影制片厂担任总裁或首席运营官职位长达40年。

## 早年生活
西德尼·希恩伯格于1935年1月14日出生在美国德克萨斯州科珀斯克里斯蒂的一个犹太移民家庭里。他的父亲哈利·希恩伯格（Harry Sheinberg）来自波兰，而他的母亲蒂莉·格罗斯曼（Tillie Grossman）则来自乌克兰。自出生后，西德尼跟随家庭一直在科珀斯克里斯蒂生活、成长。 1955年，西德尼从哥伦比亚大学毕业之后又考入哥伦比亚法学院，期间他获得了哈伦·菲斯克·斯通奖学金和詹姆斯·肯特（James Kent）奖学金。在哥伦比亚法学院毕业后，他获得了法律博士学位。 西德尼·希恩伯格获得过哥伦比亚法学院颁发给其毕业生的最高荣誉：卓越奖章（Medal for Excellence）和约翰·杰奖（John Jay Award）。

## 职业生涯
1958年夏天，西德尼·希恩伯格来到了加利福尼亚州，他在这里接受了加州大学洛杉矶分校法学院的教学工作。1959年，在等待加州律师执业资格考试成绩的同时，希恩伯格加入了嘲讽制作公司（Revue Productions）的法务部门。这家公司是美国音乐公司旗下的电视事业子公司，也是环球电视公司的前身。在这里，希恩伯格开始了他的娱乐职业生涯。 在1960年后期，希恩伯格看到了史蒂文·斯皮尔伯格所拍摄的一部电影短片——《安培林》，他力主与斯皮尔伯格签下导演合约，当时斯皮尔伯格才20岁。 希恩伯格在1968年给了斯皮尔伯格第一份工作。
得益于李·瓦瑟曼的指导，希恩伯格承认作为一个导师，必须对你所指导的事情和人具有信心。在希恩伯格和瓦瑟曼的一起努力下，他们将环球影业从一家依赖电视剧制作的二流制片厂转变成了好莱坞的主要玩家。 1973年6月，希恩伯格当选为美国音乐公司和环球制片厂的总裁和首席运营官，并与李·瓦瑟曼一起工作。当时的希恩伯格因为发掘了斯皮尔伯格并与他签下7年合约而得到了美音 / 环球公司旗下电视部门的赞誉。希恩伯格告诉瓦瑟曼，“别人会在你成功的时候支持你，但我会在你失败的时候依然支持你。”
在西德尼·希恩伯格的领导下，环球影业发行了20世纪最后三个十年里票房最高的电影。 这些作品无一不是“环球＋斯皮尔伯格”项目的产品，这包括：1975年的《大白鲨》、1982年的《E.T.外星人》和1993年的《侏罗纪公园》。
在前期制作的时候，《大白鲨》项目始终是如履薄冰。希恩伯格将这部电影项目与斯皮尔伯格联系到一起，尽管当时存在着不少问题，但是希恩伯格还是坚持要将这部电影发行出去。当《大白鲨》的制作预算在1975年超出之后，希恩伯格依旧选择支持斯皮尔伯格。当然，最终的结果是这部由斯皮尔伯格拍摄的经典恐怖电影驳斥了当时怀疑者们认定这是高预算B级片的看法，并重新定义了夏季电影大片的新类型。当年该片的全球票房收入高达4.71亿美元，其大约相当于现在的19亿美元还多。
除了高票房电影之外，希恩伯格也力推了一些高口碑电影的制作与发行，这其中就包括《辛德勒名单》和《回到未来》。尽管该片的内容与太空、外星人或矮行星冥王星毫无关系，但是希恩伯格一度希望《回到未来》这个片名能改为“回到冥王星”。
1982年，托马斯·肯尼利出版了他的历史小说《辛德勒方舟》。这是他在1980年与波德克·费佛伯格会面之后开始写的。希恩伯格向斯皮尔伯格发送了这本书的副本及《纽约时报》上刊登的书评。希恩伯格为同意改编拍摄《辛德勒方舟》的条件就是斯皮尔伯格必须首先拍完电影《侏罗纪公园》。斯皮尔伯格后来回忆道，“他知道，一旦我开始拍摄《辛德勒名单》，那么我将无法继续制作《侏罗纪公园》。”由于大屠杀题材的电影通常都不盈利，因此这部电影的制作预算只有2200万美元。斯皮尔伯格将自己的导演薪酬也投入到电影制作中，并将这笔报酬称为“血腥钱”，并认为这部电影最终会亏损。但是这部电影最终却获得了票房的成功，全球共计收获票房超过3.2亿美元，并被认为是一部史诗大作。
希恩伯格在音乐产业看到重大发展机会，他带领美音音乐娱乐公司（后改名为环球音乐集团）于1988年以6100万美元收购了摩城唱片， 随后又在1990年以5.5亿美元收购了格芬唱片公司。
1982年，希恩伯格被人引述曾说过“你最好开始存钱来筹措你的律师费，我认为诉讼将成为一个利润点”。据说这句话的背景是环球影业公司准备向任天堂公司起诉，以迫使其为旗下游戏《大金刚》来支付特许经营费用。在后来的环球城市影业诉任天堂案中，这句话被在法庭上被提及。最终任天堂胜诉被裁定没有侵权，而任天堂表示环球影业其实一直都知道金刚属于公共领域。
西德尼·希恩伯格与特里·吉列姆就电影《巴西》的最终剪辑权之争堪称典型案例， 并导致名为《巴西之战》的书籍和纪录片面世。
1990年，希恩伯格与瓦瑟曼与日本松下电器达成协议，两人决定以“现金加股票”的形式作价65.9亿美元向后者出售美国音乐公司和环球制片厂。
在西格集团于1995年收购环球影业之后，希恩伯格在当年7月离开了环球。 在接下来的十年里，西德尼·希恩伯格通过自己的制片公司泡泡工厂制作了一系列电影。

## 职务荣誉
西德尼·希恩伯格曾在全美基督徒与犹太人大会董事会任职。 同时，他还是美国犹太人委员会、预防失明研究组织（Research To Prevent Blindness）等机构董事会的成员和皮茨学院（克莱蒙特学院联盟之一）以及西蒙·维森塔尔中心的受托人。 并且他也是人权观察组织副主席和儿童行动网络（Children's Action Network）的联合创始人。 西德尼也曾被全美LGBTQ特别工作组授予荣誉，以表彰他一生致力于民权保护和对包容LGBTQ族群的支持。
1981年，因其专业成就，西德尼·希恩伯格获得哥伦比亚大学所颁发的约翰·杰奖； 1982年获得美国犹太人委员会人际关系奖；1983年获得全美基督徒与犹太徒大会人道主义奖；1984年获得电影先锋基金会（Motion Picture Pioneers Foundation）的年度先锋人物，并在同年还获得法国政府所颁发的骑士勋位艺术与文学勋章。
1987年，西德尼获得了德州大学奥斯汀分校所颁发的德威特·卡特·雷迪克奖（DeWitt Carter Reddick Award）； 1989年，他被美国导演工会授予终身荣誉会员资格以表彰其在美国导演工会与电影电视制作人联盟联合会创意权委员会数十年的工作；1991年，他获得洛杉矶艾滋病项目生命承诺奖；1994年，他获得美国成就学院荣誉奖章；1996年，他获得同性恋反歧视联盟传媒大奖。
1995年，西德尼和他的妻子共同获得了西蒙·维森塔尔中心所颁发的人道主义大奖。
为表彰西德尼·希恩伯格为环球影业的贡献，环球影业决定将位于洛杉矶环球影城内的一条街道命名为“希恩伯格广场”。大卫·格芬、杰弗瑞·卡森伯格与史蒂文·斯皮尔伯格等人出席了这次活动。

## 个人境况
西德尼·希恩伯格在1956年迎娶了女演员洛兰·加里，两人的婚姻一直持续到2019年希恩伯格离世。希恩伯格与加里拥有两个儿子，分别名为比尔（Bill）和乔恩（Jon）。
2019年3月7日，西德尼·希恩伯格在加利福尼亚州比弗利山辞世，享壽84岁。